# Músculo esternocleidohioideo
El músculo esternocleidohioideo o esternohioideo es el más superficial de los músculos de la región infrahioidea. Es una cinta carnosa de 15 a 25 milímetros de ancho, extendida desde la extremidad superior del tórax hasta el hueso hioides.

## Origen
Tiene su origen en la cara posterior del manubrio esternal y en la parte interna de la clavícula (1º cartílago).
y esta en la parte del cuello.

## Inserciones
Se inserta abajo en la cara posterior del borde posterior de la clavícula, en la cara posterior de ligamento esternoclavicular, en la mitad lateral del manubrio esternal y en el primer cartílago costal. Desde aquí se dirige arriba para terminar en el borde inferior del cuerpo del hueso hioides. 
Se halla contenido en la lámina pretraqueal de la vaina de aponeurosis cervical media. Está cubierto abajo con el esternocleidomastoideo; más arriba, se vuelve superficial siendo alcanzado su borde lateral por el omohioideo; su borde lateral alejado de su homólogo del lado opuesto, del que se halla separado por la línea blanca infrahioidea, contribuye a formar los lados de un espacio de vértice hioideo. Su cara profunda cubre músculos del plano profundo, correspondiendo de abajo arriba, a la glándula tiroidea, a la tráquea y a la laringe. En su trayecto, tapiza superficialmente el esternotiroideo y el tirohioideo.

## Relaciones
Contiguos a nivel de su extremidad superior, los dos músculos esternocleidohioideos, derecho e izquierdo, se separan paulatinamente uno de otro a medida que se aproximan a la región esternoclavicular de manera que circunscriben entre sí un espacio triangular de base inferior. El esternocleidohioideo se halla cubierto por los orígenes del esternocleidomastoideo, por la piel y por el cutáneo. Este músculo cubre a su vez al esternotiroideo y al tirohioideo, que es su continuación por la parte superior.

## Inervación
El músculo esternocleidohioideo (también llamado esternohiodeo) está inervado por el asa cervical del nervio hipogloso.

## Acción
Su contracción hace descender al hueso hioides.